# Parque Natural Municipal do Guairacá
O Parque Guairacá está situado na cidade de Curitiba, capital do estado brasileiro do Paraná.

## Histórico
O parque foi inaugurado em 29 de março de 2014 e criado através do Decreto Municipal nº 287/2014. O parque está localizado na Rua Adelino Vessossi, trecho entre as Ruas Dionira Moletta Klemtz até a Rua Carlos Klemtz, no bairro Fazedinha, em uma área de 118.178,00 m² que acompanha a margem esquerda do Rio Barigui (extensão de 1.381,00m). 
Sua implantação foi viabilizada através de parceria entre a Prefeitura de Curitiba e a Agência Francesa de Desenvolvimento a um custo de R$ 10,1 milhões.

## Importância
A implantação do parque faz parte do projeto Rio Parque da cidade, que pretende criar áreas de lazer e recreação ao longo dos principais rios da cidade. O Parque tem função principal de preservar o corredor fluvial do Rio Barigui e evitar que a área seja novamente habitada. No total 743 famílias que estavam em situação de risco foram reassentadas para a implantação do Parque.
Além de sua importância de preservação ao longo do Rio Barigui, o Parque Guairacá é uma importante ligação entre o Bosque Fazendinha e o Parque Cambuí , consolidando a importância da preservação ambiental nesta região.

## Atrativo
Os principais atrativos do Parque Guairacá são:
- Trilha das Águas Guairacá: roteiro de 885 metros identificado com placas informativas sobre a importância da conservação da água e das áreas de nascentes e banhados;
- Lago Guairacá: lago formado para acumulação de águas provenientes de chuvas intensas, prevenindo e minimizando inundações no entorno;
- Banhados do Barigui: áreas de relevo plano próximos ao Rio Barigui que servem para armazenar e retardar o escoamento de grandes quantidades de águas das chuvas, auxiliando na minimização e prevenção de inundações;
- Matacão: bloco de rocha que mostra uma "brecha de falha geológica" originada há milhares de anos após a uma grande movimentação tectônica que ocasionou a ruptura de partes da crosta terrestre, criando uma zona de fraqueza onde o atual Rio Barigui foi se encaixando ao longo do tempo;
- Nascente: local onde um dos afluentes do Rio Barigui "nasce", onde a água subterrânea alcança a superfície. A preservação da vegetação no seu entorno e a proteção de seu vertedouro contribuem para o "renascimento" da qualidade das águas do Rio Barigui.

## Origem do nome
O nome do novo equipamento é uma homenagem ao grande chefe indígena das 12 tribos guaranis, o Cacique Guairacá. No hino de Curitiba, também há uma homenagem ao chefe indígena: " (...) Cidade linda e amorosa da terra de Guairacá (...)". 